# Heleioporus albopunctatus
Heleioporus albopunctatus là một loài ếch thuộc họ Myobatrachidae. Đây là loài đặc hữu của Úc.
Môi trường sống tự nhiên của chúng là rừng ôn đới, vùng cây bụi ôn đới, sông có nước theo mùa, đầm nước ngọt, đầm nước ngọt có nước theo mùa, vùng nhiều đá, đất canh tác, vùng đồng cỏ, hố lộ thiên, và kênh đào và mương rãnh.
Chúng hiện đang bị đe dọa vì mất môi trường sống.